# 2011年ポルトガル共和国大統領選挙
2011年ポルトガル共和国大統領選挙（2011ねんポルトガルきょうわこく だいとうりょうせんきょ、ポルトガル語：Eleições presidenciais portuguesas de 2011）は、南欧に位置するポルトガル共和国の元首である大統領（Presidente da República）を選出するため、2011年1月23日に投票が行われたものである。

## 概要
大統領の任期（5年）が満了したことに伴って実施された選挙である。現職で中道右派の社会民主党（PSD）が支持するアニーバル・カヴァコ・シルヴァに対し、ジョゼ・ソクラテス首相の与党である中道左派の社会党（PS）が支持するマヌエル・アレグレなど5名の候補が挑む構図となった。経済危機に端を発した財政危機によって、ギリシャやアイルランドと同様に欧州連合（EU）や国際通貨基金（IMF）による救済の必要性がささやかれる中で行われた選挙の結果、現職のカヴァコ・シルヴァ候補が1月23日の第1回投票で過半数の得票を得て、再選を果たした。

## 基礎データ
- 投票日：2011年1月23日
- 選出方法：国民による直接選挙。第1回投票で過半数の得票を得た候補が居ない場合は、上位2名による第2回投票（決選投票）を行い最多得票を得た候補が当選する。
- 大統領の任期：5年
- 再任の可否：二期まで可
- 選挙権：18歳以上のポルトガル国民
- 被選挙権：35歳以上のポルトガル国民
- 立候補に必要な署名数：7,500名～15,000名
- 登録有権者数：9,543,550名

## 立候補者
最終的な立候補者は以下の6名である。
候補者一覧
アニーバル・カヴァコ・シルヴァ（Aníbal António Cavaco Silva）
デフェンソール・デ・オリヴェイラ・モウラ（Defensor de Oliveira Moura）
フランシスコ・ジョゼ・デ・アルメイダ・ロペス（Francisco José de Almeida Lopes）
ジョゼ・マヌエル・ダ・マタ・ヴィエイラ・コエーリョ（José Manuel da Mata Vieira Coelho）
マヌエル・アレグレ（Manuel Alegre de Melo Duarte）
フェルナンド・デ・ラ・ヴィエテル・リベイロ・ノブレ（Fernando de La Vieter Ribeiro Nobre）

## 選挙結果
- 投票率：46.44％（投票者数：4,431,849人）

| 当落         | 候補者名                                                                               | 得票数    | 比率   |
| ------------ | -------------------------------------------------------------------------------------- | --------- | ------ |
| 当選         | アニーバル・カヴァコ・シルヴァ Aníbal António Cavaco Silva                             | 2,209,227 | 53.14% |
|              | マヌエル・アレグレ Manuel Alegre de Melo Duarte                                        | 817,980   | 19.67% |
|              | フェルナンド・デ・ラ・ヴィエテル・リベイロ・ノブレ Fernando de La Vieter Ribeiro Nobre | 583,582   | 14.04% |
|              | フランシスコ・ジョゼ・デ・アルメイダ・ロペス Francisco José de Almeida Lopes           | 293,143   | 7.05%  |
|              | ジョゼ・マヌエル・ダ・マタ・ヴィエイラ・コエーリョ José Manuel da Mata Vieira Coelho   | 187,836   | 4.52%  |
|              | デフェンソール・デ・オリヴェイラ・モウラ Defensor de Oliveira Moura                    | 65,775    | 1.58%  |
| 有効投票総数 | 有効投票総数                                                                           | 4,157,543 | 100    |
|              | 白票                                                                                   | 189,893   |        |
|              | 無効票                                                                                 | 84,413    |        |